# 石ころの夢
石ころの夢（いしころのゆめ）は、2009年の日本・韓国合作映画。日韓共同の映画企画「テレシネマ7」の1作。

## あらすじ
ギャンブル好きの三流コメディアン・サンヒョンは、交通事故で父親を亡くした少年・ジョエンを母親の元へ送り届けることになる。謝礼金目当てで引き受けたサンヒョンだったが、旅を続ける中で夢を持つことの大切さと勇気を取り戻していく。

## キャスト
- イム・サンヒョン - チャ・インピョ
- イ・ハナ - キム・ヒョジン

## スタッフ
- 監督：チャン・ヨンウ
- 脚本：中園ミホ